# Туамасага
Туамасага (самоан. Tuamasaga) — адміністративний округ Самоа з населенням 89 582 осіб  (2011). Розташований в центральній частині острова Уполу. Площа округу - 479 км².
Верховний вождь округу носить титул Малієтоа. Провідну роль в обранні носія титулу Малієтоа грають дев'ять старійшин села Vаліє. Частина клану Малієтоа (Аїга СаМалієтоа) проживає також в округах Аїга-і-ле-Таї і Фаасалелеага, тому старійшини Маліє при обранні Малієтоа повинні враховувати думку старійшин з Маноно (центр Аїга-і-ле-Таї) і Сафотулафаї (центр Фаасалелеаги). Верховний вождь Малієтоа входить до числа чотирьох вищих вождів держави (Тама-а-Аїга) і є другим за старшинством після Туї Атуа (округ Атуа).
За традицією, ФалеТуамасага (парламент Туамасаги) у воєнний час засідає в Афезі, а в мирний - в Маліє. Афега є адміністративним центром округу і основним місцем засідань ФалеТуамасага. Маліє - адміністративний центр клану Малієтоа.
На північному узбережжі округу знаходиться єдине місто країни - її столиця Апіа. Національний парламент засідає також в окрузі Туамасага - в селі Мулінуу, розташованої на захід від Апіа. Головний порт країни розташований в Матауту - на північ від Апіа.